# Cratere di Eufronio
Il vaso di Eufronio, o anche cratere di Sarpedonte, è un cratere a calice decorato a figure rosse, alto 45.7 cm con un diametro di 55.1 cm, modellato dal ceramista Euxitheos e dipinto dal ceramografo Eufronio intorno al 515 a.C. Di provenienza illecita, è rimasto esposto dal 1972 al Metropolitan Museum di New York; dal 2006 è stato restituito allo stato italiano ed è conservato presso il Museo nazionale cerite, in deposito dal Museo nazionale etrusco di Villa Giulia.

## Storia
Proveniente dal saccheggio, avvenuto intorno al 1971, di una tomba etrusca presso Cerveteri, il cratere fu venduto per un milione di dollari dal mercante d'arte statunitense Robert Hecht Jr. e dal mercante d'arte italiano Giacomo Medici al Metropolitan Museum of Art di New York. Giacomo Medici, tuttavia, fu assolto dal reato di ricettazione del cratere in oggetto con sentenza passata in giudicato il 7 dicembre 2011. In seguito ad un accordo, nel 2006 la proprietà del reperto è stata restituita all'Italia dove è definitivamente tornato nel gennaio del 2008. Dopo aver partecipato a diverse mostre (Mantova, Roma, Atene), alla fine del 2009 è stato collocato nel Museo nazionale etrusco di Villa Giulia a Roma, fino al febbraio del 2015, quando, in occasione del decennale del riconoscimento UNESCO della Necropoli della Banditaccia di Cerveteri, è stato spostato al Museo Archeologico Nazionale di Cerveteri, spostamento divenuto definitivo nell'ottobre dello stesso anno.

## Attribuzione e datazione
Un'iscrizione riporta il nome del ceramografo e del ceramista mentre un'altra riporta "Leagro è bello": quest'ultima ha permesso di datare il vaso al periodo in cui sappiamo dalle fonti che Leagro era considerato il più bell'uomo della Grecia.

## Descrizione

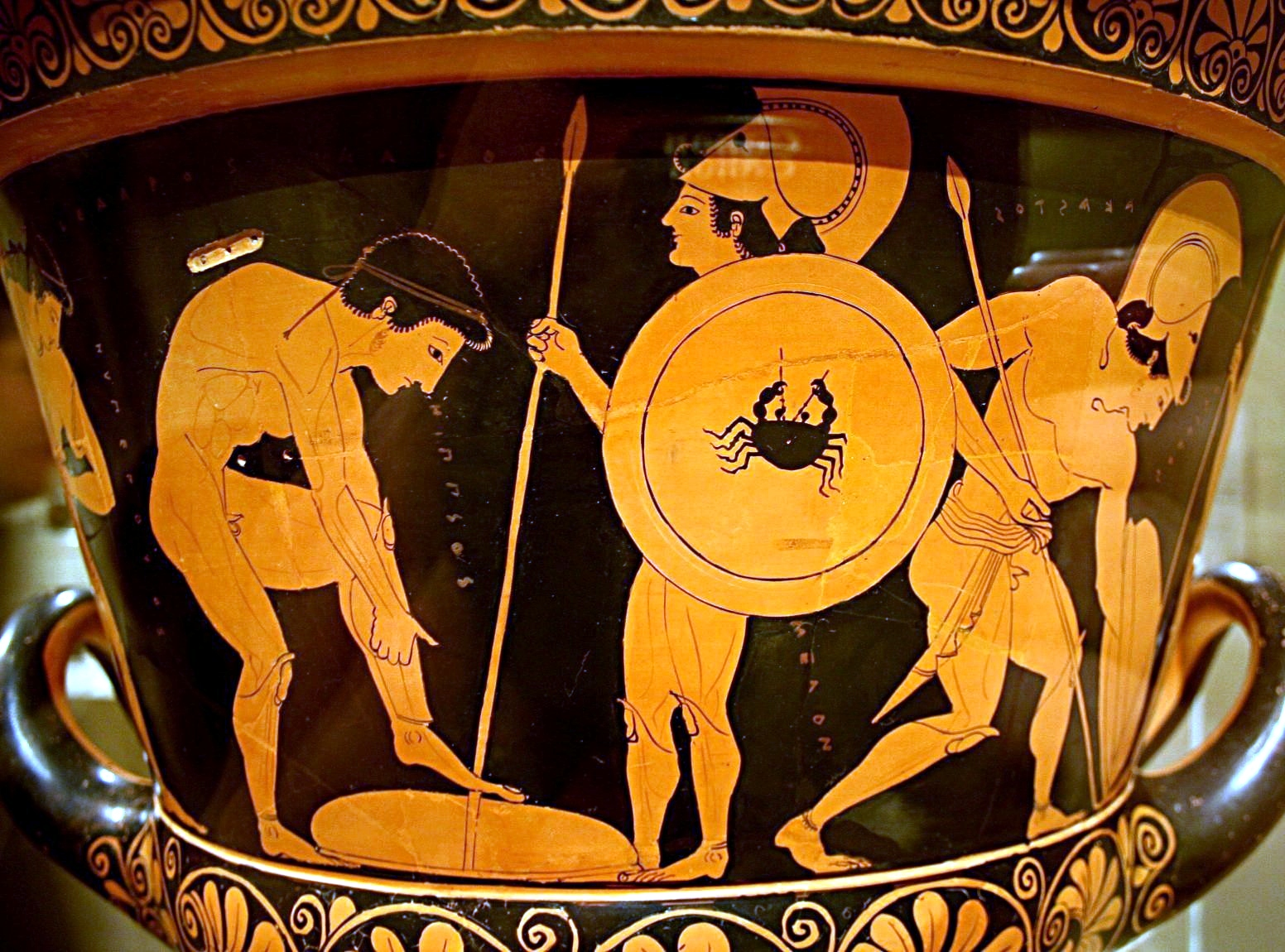
Il secondo lato del vaso con i giovani ateniesi che indossano le armi

Le anse dividono la superficie in due aree decorate con scene differenti, separate all'altezza delle anse da una decorazione a palmette che Euphronios, unico tra i Pionieri a interessarsi a questi aspetti decorativi, deriva da Oltos.
La scena sul lato principale è tratta dall'Iliade e narra della morte di Sarpedonte, figlio di Zeus e di Laodamia, alleato dei Troiani nella guerra contro gli Achei. Le personificazioni del Sonno, Hypnos e della Morte, Thanatos, ne riportano il corpo in patria, trascinandolo via dal campo; il dio Hermes, al centro della scena, dirige l'operazione. La composizione è dominata dal grande corpo di Sarpedonte che evidenzia la padronanza raggiunta da Euphronios nella rappresentazione dello scorcio e nella comprensione della struttura anatomica; le due figure allegoriche, chine sul re licio, sono rappresentate, a parte le ali, come guerrieri, in pose naturalistiche e con anatomia precisa. Due altri guerrieri chiudono la scena alle estremità, che come si vede da delle scritte sono: Ippolito a destra e Leodamante a sinistra; sono figure stanti, osservatori, tradizionalmente presenti ad indicare l'esemplarità della rappresentazione, forse un collegamento tematico con il gruppo di giovani che, sul lato opposto del cratere, vengono raffigurati nell'atto di indossare le armi prima di una battaglia: una scena di genere, non necessariamente collegata ad eventi identificabili.
Si tratta di giovani ateniesi contemporanei, ma identificati con nomi tratti dalla mitologia dalle iscrizioni che accompagnano ciascuna figura. La scelta di unire scene storiche a vicende mitologiche, sullo stesso vaso e con lo stesso stile, crea un legame tra l'attualità e il mito.

## Tecnica
La tecnica a figure rosse è costituita da figure risparmiate all'interno dell'ingubbio nero che ricopre il vaso; ad esse sono aggiunti dettagli interni con pittura nera più diluita. Lo stile naturalistico delle rappresentazioni, scorci e spazio illusionistico, è una delle caratteristiche proprie dei ceramografi del Gruppo dei pionieri, dell'epoca tardo-arcaica, di cui Eufronio fu il massimo rappresentante. La pittura nera è utilizzata da Eufronio, come dai suoi contemporanei, sia a rilievo sia diluita a vari livelli, restituendo differenti gradazioni nel tono, dal marrone scuro all'ocra. Eufronio tuttavia utilizza la linea a rilievo anche per i dettagli interni, una pratica che verrà abbandonata dai ceramografi attici più recenti. Il rosso opaco è aggiunto per alcuni dettagli e per le iscrizioni.